# Курилко-Рюмін Михайло Михайлович
Миха́йло Миха́йлович Кури́лко-Рю́мін (рос. Михаил Михайлович Курилко-Рюмин; 8 лютого 1923, Петроград — 16 березня 2012, Москва) — російський художник театру. Народний художник Росії (1993).

## Біографія
Михайло Курилко-Рюмін народився 8 лютого 1923 року в Петрограді. Батько Михайло Іванович Курилко (1880–1969) — художник театру. Мама Віра Миколаївна Рюміна (1889 року народженя) була пристрасною театралкою. Це й визначило подальшу долю Михайла — він став театральним художником.
1951 року закінчив Всесоюзний державний інститут кінематографії.
Майже за 50 років роботи в театрі Михайло Курилко-Рюмін оформив понад 140 спектаклів у театрах Алма-Ати, Астрахані, Будапешта, Дніпропетровська, Донецька, Каунаса, Москви, Праги, Саратова, Свердловська, Уфи, Фрунзе.
Крім роботи в театрі, Курилко-Рюмін багато років працює викладачем. У 1951—1962 роках був старшим викладачем ВДІК, від 1962 року — доцент, потім професор, керівник театральної майстерні та завідувач кафедри живопису в Московському художньому інституті імені Василя Сурикова.
Від 1954 року Курилко-Рюмін — член Московської організації Спілки художників СРСР. Постійно бере участь у художніх виставках удома та за кордоном, веде громадську діяльність. У 1982—1988 роках був секретарем правління Спілки художників СРСР.
1988 року Михайла Михайловича обрали членом-кореспондентом Академії мистецтв СРСР, академіком-секретарем президії Академії. Від 1995 року — дійсний член Російської академії мистецтв. Головний учений секретар президії Академії.

## Звання, нагороди
- 1970 — заслужений художник РРФСР.
- 1993 — народний художник Росії.
- 1996 — заслужений художник Північної Осетії.

Нагороджений орденом Вітчизняної війни першого ступеня, орденом «За заслуги перед Вітчизною» четвертого ступеня, а 2008 року — ще й третього ступеня, багатьми медалями.
За участь у відродженні храму Христа Спасителя нагороджений орденом преподобного Сергія Радонезького.
1995 рік — Золота медаль Російської академії мистецтв за ескізи до опери «Пікова дама» Петра Чайковського.